# Forever (BABYMONSTER歌曲)
《Forever》是韩国女子组合BABYMONSTER于2024年7月1日发行的歌曲，由YG娱乐与KT音乐共同推出，收录于其首张正规专辑《Drip》中。該歌曲發行時MV同步發行。